# Gerald Nye

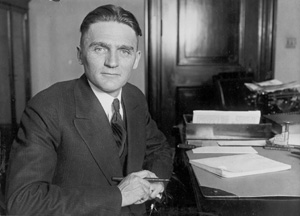
Gerald Nye

Gerald Prentice Nye (* 19. Dezember 1892 in Hortonville, Outagamie County, Wisconsin; † 17. Juli 1971 in Washington, D.C.) war ein US-amerikanischer Politiker. Zwischen 1925 und 1945 vertrat er den Bundesstaat North Dakota im US-Senat.

## Werdegang
Gerald Nye besuchte die öffentlichen Schulen seiner Heimat und arbeitete danach in den Staaten Wisconsin und Iowa in der Zeitungsbranche. Im Jahr 1915 zog er nach North Dakota, wo er die Zeitungen The Billings County Pioneer, und dann The Griggs County Sentinel-Courier herausgab bzw. verlegte. Politisch schloss er sich der Republikanischen Partei an. Im Jahr 1924 kandidierte er erfolglos für einen Sitz im US-Repräsentantenhaus. 
Nach dem Tod von US-Senator Edwin F. Ladd wurde Gerald Nye zu dessen Nachfolger in den US-Senat gewählt, wo er am 14. November 1925 sein neues Mandat antrat. Nach drei Wiederwahlen konnte er dort bis zum 3. Januar 1945 verbleiben. Von 1927 bis 1933 war er Vorsitzender des Ausschusses für öffentliche Liegenschaften. In dieser Eigenschaft hatte er auch mit der Aufarbeitung des Teapot-Dome-Skandals zu tun. Zwischen 1934 und 1938 war er auch Mitglied eines Sonderausschusses, der die Praktiken der Rüstungsindustrie untersuchte. In den 1930er Jahren war Nye ein Anhänger der Isolationspolitik der Vereinigten Staaten. Er war bis Dezember 1941 ein Gegner eines amerikanischen Kriegseintritts in den in Europa bereits ausgebrochenen Zweiten Weltkrieg. Selbst am Tag des japanischen Angriffs auf Pearl Harbor (7. Dezember 1941) hielt er noch an dieser Haltung fest. Am nächsten Tag stimmte er dann aber doch für die Kriegserklärung an Japan. Im Jahr 1944 wurde Nye nicht wiedergewählt. 
Zwischen 1937 und 1959 war er Präsident der in Washington, D.C. ansässigen Firma Records Engineering, Inc. Von 1960 bis 1964 arbeitete er für die Bundesbehörde Federal Housing Administration. Danach gehörte er bis 1968 zum Verwaltungsstab eines Senatsausschusses, der sich mit den Fragen des Alterns befasste. Außerdem war er zwischen 1964 und 1971 für die Firma Hurley, Clark and Associates tätig. Gerald Nye starb am 17. Juli 1971 in Washington, D.C.